# Fibrato principale
In matematica un fibrato principale è una struttura che formalizza alcune delle caratteristiche essenziali del prodotto cartesiano M := X × G di uno spazio topologico X con un gruppo G.   Analogamente ad M, un fibrato principale P è dotato di
1. un'azione di G su P, analoga a ( x, g ) h = ( x, g h ) di M;
2. una proiezione su X, che è semplicemente la proiezione sul primo fattore di M : ( x, g ) → x.

Diversamente da M, però, un fibrato principale manca di una scelta preferenziale sulla sezione dell'elemento neutro; non ha l'analogo di ( x, e ).  Non c'è una proiezione generale su G che generalizzi la proiezione ( x, g ) → g sul secondo fattore. I fibrati principali possono avere una topologia complicata, che non permette loro di essere identificati con un prodotto cartesiano anche dopo una scelta arbitraria.
Un esempio comune di fibrato principale è il fibrato dei riferimenti FE di un fibrato vettoriale E, che consiste in tutte le basi ordinate dello spazio vettoriale associato ad ogni punto. Il gruppo G in questo caso è il gruppo generale lineare, che agisce nella maniera usuale sulle basi. Poiché non c'è un modo canonico di scegliere una base per uno spazio vettoriale, un fibrato dei riferimenti manca di una scelta canonica della sezione dell'identità.
In termini formali, un  G-fibrato principale è un fibrato P su uno spazio topologico X dotato di un'azione libera transitiva di un gruppo topologico G sulle fibre di P.  Le fibre diventano allora spazi omogenei principali per l'azione destra di G su se stesso. I G-fibrati principali sono anche fibrati con un gruppo di struttura G, nel senso che ammettono una trivializzazione locale in cui le mappe di transizione sono date da trasformazioni in G.
I fibrati principali hanno importanti applicazioni in topologia e geometria differenziale. Hanno trovato applicazione anche in fisica dove costituiscono una parte della base teorica delle teorie di gauge. Inoltre, consentono di formulare la nozione di struttura di spin, in modo che risulti agevole definire cosa sia un campo spinoriale. Sono inoltre uno strumento unificatore nella teoria dei fibrati nel senso che tutti i fibrati con gruppo di struttura G determinano un unico G-fibrato principale da cui possono essere ricostruiti.

## Definizione
Un G-fibrato principale è un fibrato π : P → X assieme a un'azione destra continua P × G → P di un gruppo topologico G che preserva le fibre di P ed agisce liberamente e transitivamente su di esse. Come fibra astratta del fibrato si prende G stesso.
Spesso si richiede anche che lo spazio di base X sia di Hausdorff e possibilmente paracompatto.
Ne segue che le orbite dell'azione sono precisamente le fibre di  π : P → X e che il quoziente P / G è omeomorfo allo spazio di base X. Dire che G agisce liberamente e transitivamente sulle fibre significa che le fibre ereditano una struttura di G-torsori (cioè sono spazi con un'azione libera e transitiva di un gruppo, quindi si ha una famiglia di spazi omogenei principali sullo spazio di base). Un G-torsore è uno spazio che è omoemorfo a G ma manca della struttura di gruppo perché non c'è una scelta canonica dell'elemento neutro.
Un G-fibrato principale può essere caratterizzato anche come un G-fibrato π : P → X con fibra G dove il gruppo di struttura agisce sulla fibra con la traslazione sinistra. Visto che la moltiplicazione destra di G sulla fibra commuta con l'azione del gruppo di struttura (perché la moltiplicazione in G è associativa), esiste una nozione invariante di moltiplicazione destra di G su P. Le fibre di π divengono allora G-torsori destri per questa azione.
Si potrebbe anche definire un G-fibrato principale nella categoria delle varietà lisce. In questo caso si richiede che π : P → X sia una applicazione liscia, che G sia un gruppo di Lie, e che la corrispondente azione su P sia liscia.

## Esempi
- Il tipico esempio di fibrato principale liscio è il fibrato dei riferimenti di una varietà liscia M, di solito indicato con FM o GL ( M ).  La fibra su un punto x di M è l'insieme di tutte le basi ordinate per lo spazio tangente TxM. Il gruppo generale lineare GL ( n, R ) agisce semplicemente e transitivamente su queste basi. Le fibre possono essere incollate assieme in modo naturale per ottenere un  GL ( n, R )-fibrato principale su M.

- Variazioni sull'esempio precedente includono il fibrato dei riferimenti ortonormali di una varietà riemanniana, in cui si richiede che le basi siano ortonormali rispetto alla metrica. Il gruppo di struttura è il gruppo ortogonale O ( n ).

- Un rivestimento p : C → X normale (regolare) è un fibrato principale con gruppo di struttura π1 ( X ) / p{\displaystyle {}_{*}} π1 ( C ) che agisce su C tramite l'azione di monodromia. In particolare, il rivestimento universale di X è un fibrato principale su X con gruppo di struttura π1 ( X ).

- Sia G un gruppo di Lie ed H un sottogruppo chiuso (non necessariamente normale). G è un H-fibrato principale sullo spazio quoziente (sinistro) G / H. L'azione di H su G è la moltiplicazione da destra. Le fibre sono le classi laterali di H (in questo caso c'è una fibra che si distingue dalle altre: quella che contiene l'identità che è naturalmente isomorfa ad H).

- Gli spazi proiettivi forniscono esempi più interessanti di fibrati principali. Si ricordi che la n-sfera Sn è uno spazio di copertura dello spazio proiettivo reale RPn. L'azione naturale di O ( 1 ) su Sn dà la struttura di un O ( 1 )-fibrato principale su RPn. Analogamente, S2n + 1 è un U ( 1 )-fibrato principale sullo spazio proiettivo complesso CPn ed S4n + 3 un Sp ( 1 )-fibrato principale sullo spazio proiettivo dei quaternioni HPn. Quando n = 1 abbiamo i fibrati di Hopf.